# 中山宿站
中山宿站（日语：／ Nakayamajuku eki */?）位于福岛县郡山市熱海町中山，是东日本旅客铁道（JR東日本）管辖的磐越西线上的鐵路車站。

## 历史
因路線坡度關係，原來的中山宿站是折返式車站，但在1997年（平成9年）站址往會津若松移動約約800公尺處至中山隧道附近，成為普通車站。舊車站的遺址保留下來，在2015年的「福島觀光推廣活動」期間進行了修復，設置解說牌和站名牌後對外開放，舊月台也開放供遊客參觀。
- 1898年7月26日 - 作为「岩越铁道」的临时车站開始營運[2]。
- 1899年3月10日 - 成为正式车站。[2]
- 1906年11月1日 - 岩越铁道国有化。[2]
- 1914年3月26日－開始辦理電報業務。
- 1963年3月31日 -停止電報業務[4]。
- 1963年5月22日 －將原先不容許列車直接通過的折返式路線配置，改造為允許列車直接通過。[5]
- 1971年9月1日 - 停止办理货物和行李业务。不再配置客運站務人員，只配备負責运转業務的站務人員。[6][7][新聞 3]
- 1983年3月10日 -磐越西線CTC完工，车站无人化。
- 1987年4月1日 - 国铁分割民营化后成为JR东日本车站。[8]
- 1997年3月22日 - 車站向會津若松方向移動八百公尺，停用折返式路線。[新聞 1]
- 2015年 -折返式路線遗迹成為观光景点。[新聞 2]

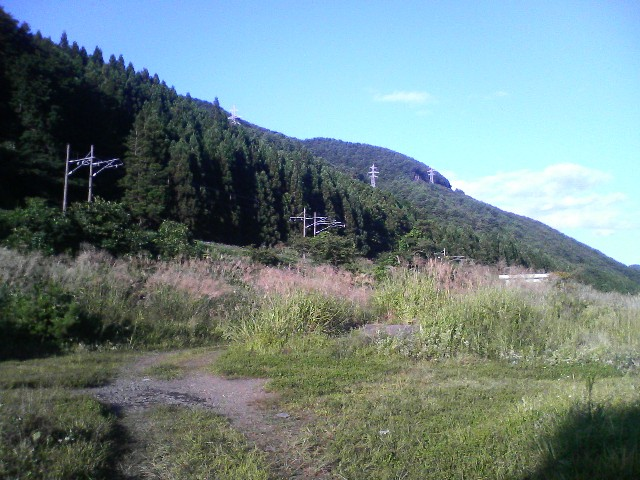
整修前的舊中山宿站（中間為月台遺址，後方可見現在的主線）（2006年9月）
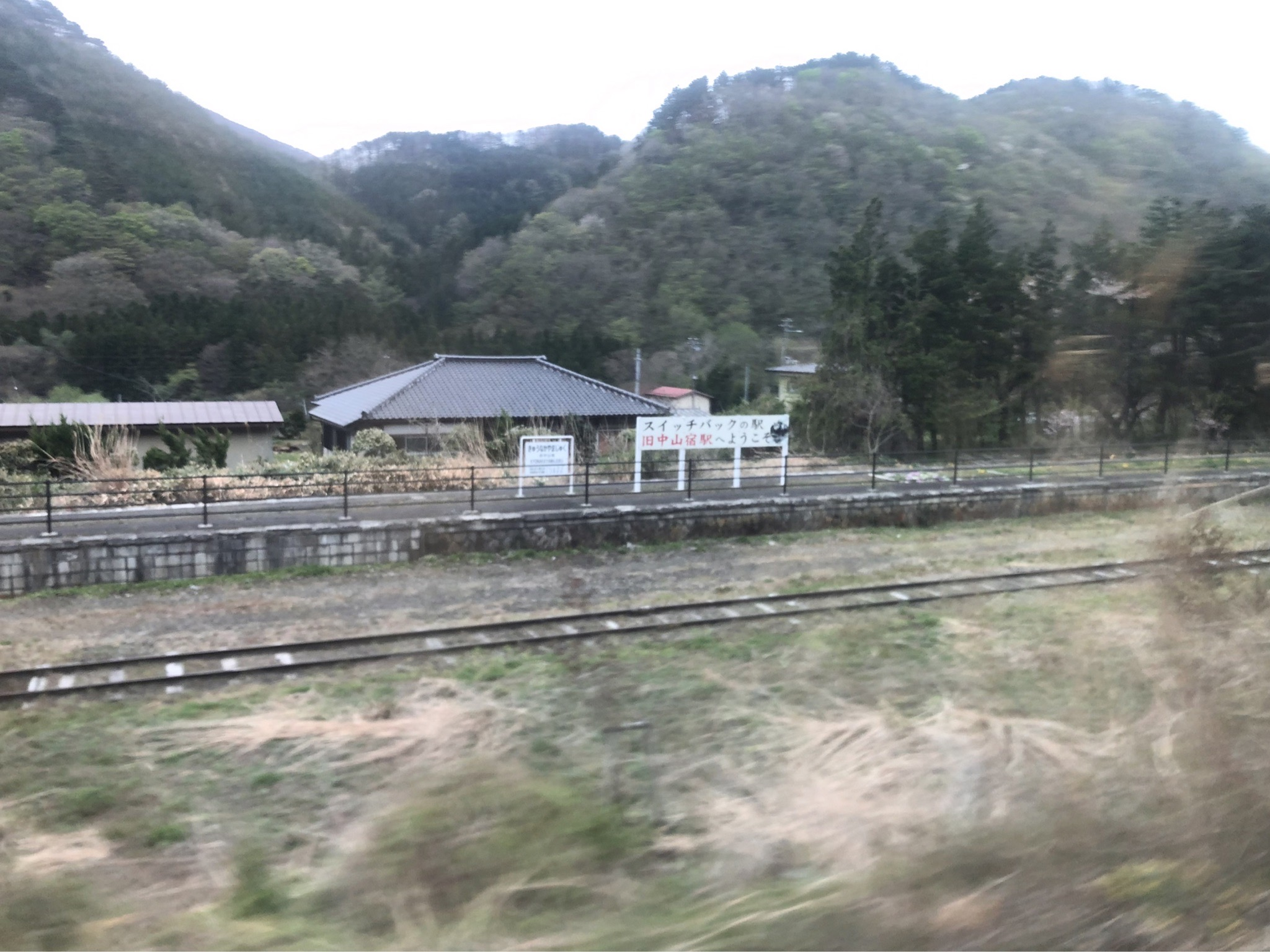
整修後的舊中山宿站（有站名牌等設施）（2022年5月）

## 车站结构
目前為侧式站台1台1线的地上车站。舊站為折返式車站，有一個岛式月台2條軌道。
郡山站管理的无人站。设有简易候车屋。

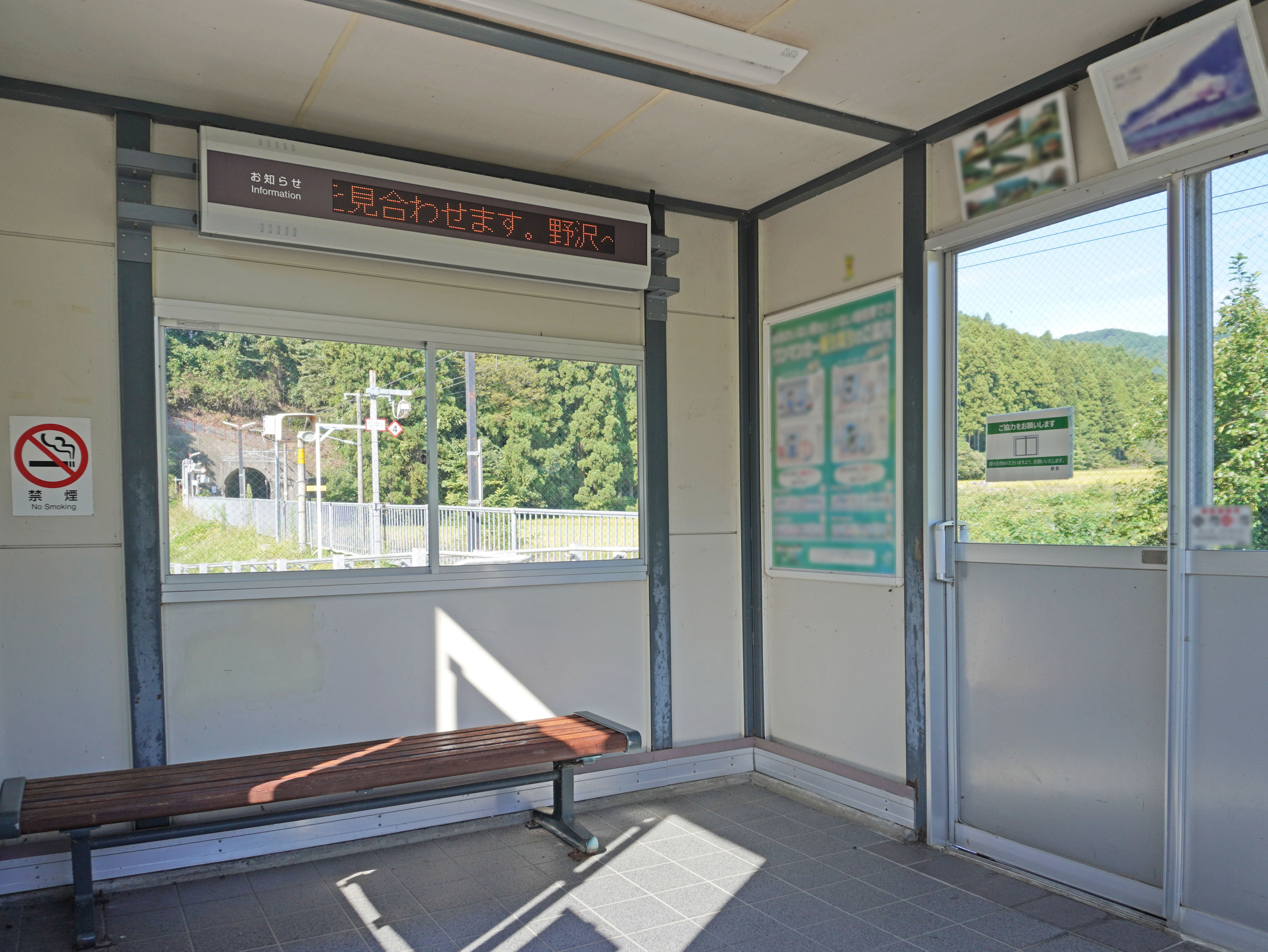
候車室（2022年9月）
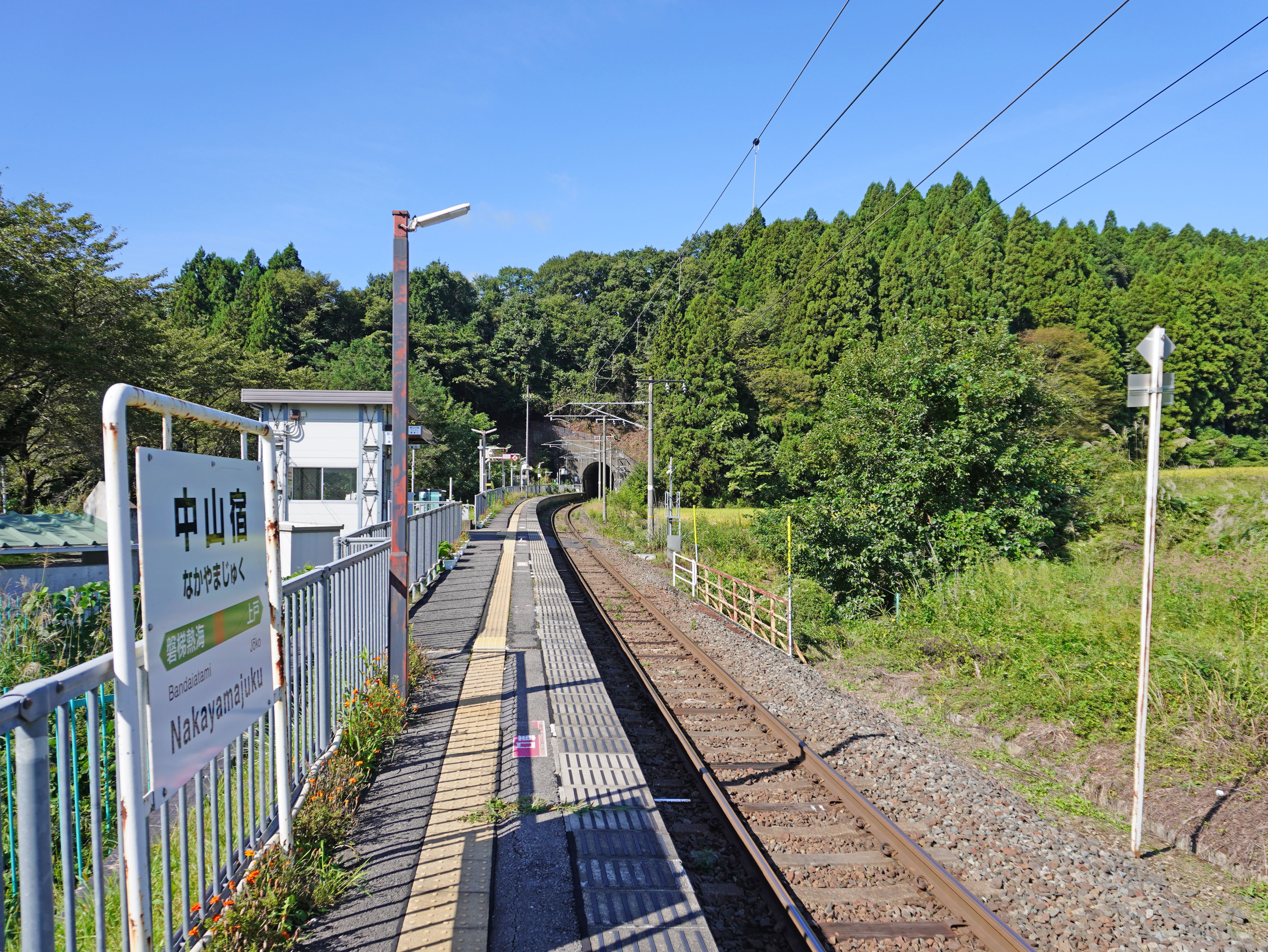
月台（2022年9月）

## 相鄰車站
東日本旅客鐵道
■磐越西線
□快速
通过
■普通
磐梯热海 - 中山宿 - （沼上信号场）-上户